# Jacobus Vrel

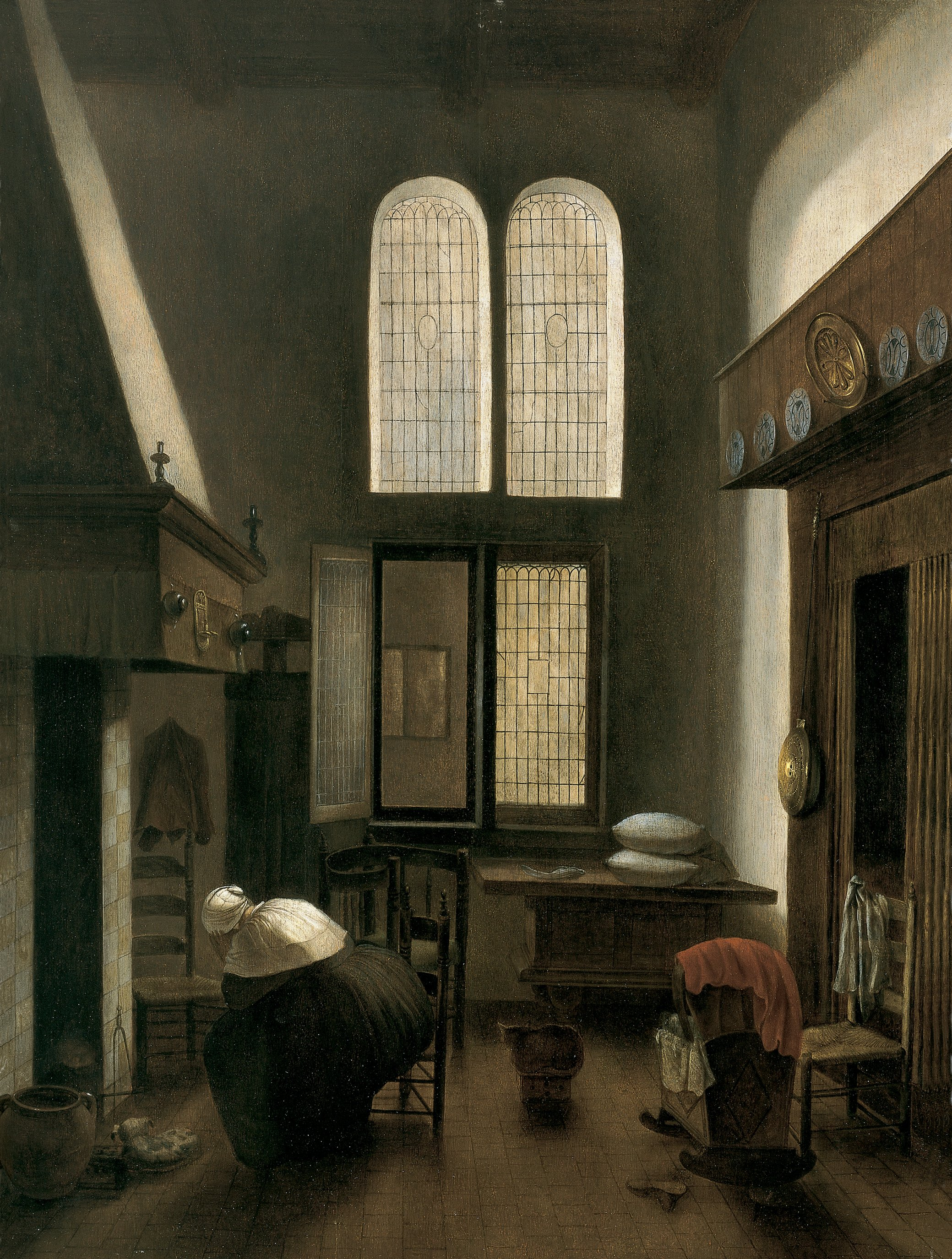
Interior con una mujer sentada junto al hogar, óleo sobre tabla, 64,5 x 47,5 cm, Madrid, Museo Nacional Thyssen-Bornemisza, colección Carmen Thyssen.

Jacobus Vrel fue un pintor del Siglo de oro neerlandés de biografía ignorada por completo, del que se conocen cuarenta y nueve tablas y un dibujo, según el catálogo razonado que estableció en 2021 un equipo internacional de expertos, firmadas a menudo en un papel caído en el suelo JV, J. Vrel, J. Frell o Jacobüs Vreel, y datadas por dendrocronología hacia 1635, las escenas urbanas, y hacia 1650, principalmente los interiores, lo que hace de Vrel un precursor y no un seguidor de Vermeer y los pintores holandeses del género, como se había venido sosteniendo. Por la arquitectura de algunas de sus vistas urbanas, aunque en ningún caso se trataría de imágenes realistas, se estima que pudo trabajar en Zwolle o alguna otra ciudad cercana del este de los Países Bajos.
Especializado en vistas urbanas e interiores, en ocasiones puestos en relación con obras semejantes de Johannes Vermeer y Pieter de Hooch, sus anónimos callejones, casi monocromos e insistentemente geométricos, y sus interiores con las paredes desnudas y humilde mobiliario, transmiten una sensación de quietud y silencio mayor de lo que se pueda encontrar en la obra de aquellos. No obstante y dado el mayor prestigio de Vermeer, en el pasado algunas de las obras de Vrel se atribuyeron a Vermeer e incluso se falsificaron las firmas de la Escena callejera con una panadería, ahora en el Kunsthalle de Hamburgo, y Anciana saludando a un niño tras la ventana, de colección particular, para venderlas en 1888 como obras del pintor de Delft.

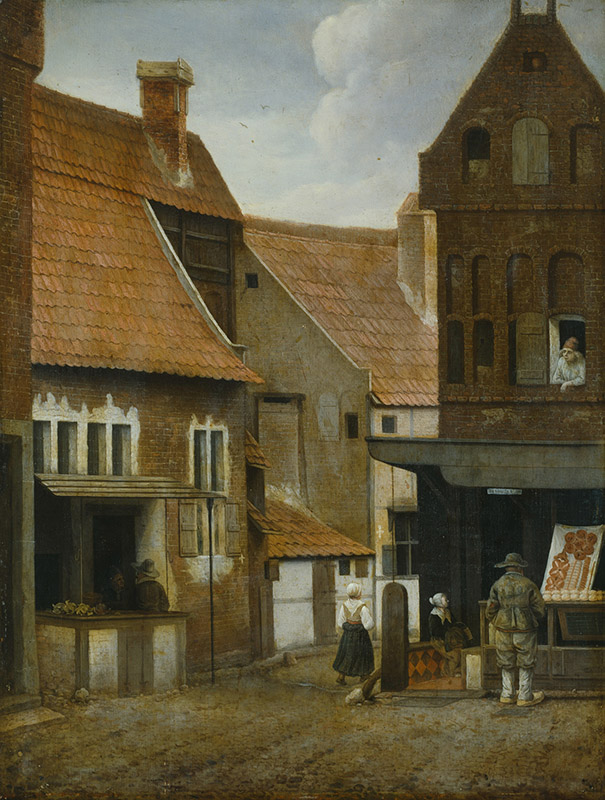
Escena callejera con una panadería, firmado JAVREL. Óleo sobre madera de roble, 50 x 38,5 cm, Hamburger Kunsthalle.

Solo uno de sus cuadros lleva fecha, el llamado Mujer en la ventana, uno de sus característicos interiores con mujer de espaldas, habitación escasamente amueblada, chimenea y amplio ventanal, que había sido de la colección del archiduque Leopoldo Guillermo en Bruselas y se conserva ahora en el Kunsthistorisches Museum de Viena, en el que figura el año 1654 inscrito tras la firma «J. Frel». La única vez que su nombre aparece escrito en un documento contemporáneo es precisamente en el inventario de la colección del archiduque, redactado a la terminación de su mandato como gobernador de los Países Bajos españoles, en 1659. En él se citaban «Dos piezas del mismo formato en óleo sobre madera, en una una chimenea holandesa cerca de la cual se sienta una mujer, y en la otra una mujer mirando por la ventana [...] Originales de Jacob Frell» y «Un óleo sobre tabla, donde vemos a dos campesinos y una campesina. Por Jakob Fröll». Este último, también guardado en el museo vienés aunque hasta fecha reciente con atribución a Johannes Lingelbach, es el único paisaje que se conoce de Vrel.